# May-Britt Moser
May-Britt Moser (Fosnavåg, Noruega, 4 de gener de 1963) és una neurocientífica i psicòloga noruega. El 2014 fou guardonada amb el Premi Nobel de Fisiologia o Medicina, compartit amb Edvard Moser i John O'Keefe «pels seus descobriments de cèl·lules que constitueixen un sistema de posicionament en el cervell». És directora del Centre for Neural Computation a Trondheim, Noruega.
La recerca de May-Britt Moser i del seu marit, Edvard Moser, se centra en el mecanisme del cervell per representar l'espai.
Moser va rebre la seva formació com a psicòloga al Departament de Psicologia de la Universitat d'Oslo i va obtenir el doctorat en neurofisiologia a la Facultat de Medicina el 1995; el 1996 va ser nomenada professora associada en psicologia biològica al Departament de Psicologia de la Universitat Noruega de Ciència i Tecnologia (NTNU). El 2000 va ser ascendida a professora de neurociència. El 2002, el grup de recerca va obtenir la condició de «centre d'excel·lència».